# Hana et Alice mènent l'enquête
Pour plus de détails, voir Fiche technique et Distribution.
Hana et Alice mènent l'enquête (花とアリス殺人事件, Hana to Arisu Satsujin Jiken) est un film d'animation japonais réalisé par Shunji Iwai et sorti en 2015.
Il s'agit d'une préquelle du film Hana and Alice sorti en 2004.

## Synopsis
Alice est une nouvelle élève du collège Ishinomori, au Japon. Dès son arrivée, elle entend une rumeur : un collégien, nommé Judas, aurait disparu l'année précédente. 
En faisant le ménage dans la classe, Alice découvre une chose étrange en dessous de sa table. Il s'agit en fait d'un cercle rituel pour sortir ou entrer en enfer.
Un jour, Alice rentre chez elle avec une amie d'enfance et, sur le chemin, son amie lui dit qu'elle a peur de la maison florale, qui se trouve juste à côté de la maison d'Alice. Dans cette maison vit une jeune fille recluse appelée Hana. Alice se pose alors des questions sur cette fille. Le lendemain, Alice décide de mener son enquête pour connaître les raisons de la disparition de Judas. D'abord, elle va chez sa voisine Hana pour lui demander si elle sait ce qu'il s'est passé. Hana ne répond pas. Alice lui demande de l'aider dans ses recherches. 
Hana décide de suivre le père de Judas mais le perd de vue. Parce qu'il est tard et qu'elles ont raté leur train, Hana et Alice décident de dormir en dessous d'un camion et elles se racontent des histoires. Hana raconte ce qu'il s'est réellement passé au sujet de Judas. C'est elle qui lui a mis une abeille dans son dos alors qu'il est allergique. En fait, c'est peut-être elle qui l'a tué. 
Le lendemain, Hana et Alice se réveillent et décident de rentrer chez elles. Sur le chemin du retour, elles croisent un garçon qui ressemble à Judas, et, pour être certaines que c'est le bon Judas, elles crient son nom. Judas se retourne. Il n'est donc pas mort. Judas reconnaît Hana et lui dit : "Je ne te pardonnerai jamais". Malgré cela, les filles sont contentes de l'avoir retrouvé et Hana ne vit plus recluse : elle retourne désormais à l'école.

## Fiche technique
- Titre : Hana et Alice mènent l'enquête
- Titre original :  花とアリス殺人事件 (Hana to Arisu Satsujin Jiken)
- Réalisation : Shunji Iwai
- Scénario : Shunji Iwai
- Musique : Shunji Iwai
- Montage :
- Photographie : Chigi Kanbe
- Direction artistique : Hiroshi Takigushi
- Animation : Yoko Kuno
- Producteur : Naoki Iwasa et Aki Mizuno
- Production : Rockwell Eyes Inc. et Steve N' Steven
- Distribution : Eurozoom
- Pays d'origine :  Japon
- Durée : 138 minutes
- Genre : Animation
- Dates de sortie :
  -  Japon : 20 février 2015
  -  Corée du Sud : 28 mai 2015
  -  Canada : 19 juillet 2015
  -  Belgique : 8 février 2016
  -  France : 11 mai 2016

## Distribution
- Yu Aoi (VF : Caroline Combes) : Tetsuko "Alice" Arisugawa
- Anne Suzuki (VF : Nayéli Forest) : Hana Arai
- Shoko Aida (VF : Nathalie Bienaimé) : Kayo Arisugawa, la mère d'Alice
- Sei Hiraizumi (VF : Jean-Pierre Leblan) : Kenji Kuroyanagi, le père d'Alice
- Ryo Katsuji : Kotaro Yuda
- Midoriko Kimura : Tomomi Arai, la mère d'Hana
- Tae Kimura : Yuki Sakaki
- Haru Kuroki (VF : Jessie Lambotte) : Satomi Ogino
- Ranran Suzuki : Mutsu Mutsumi
- Tomohiro Kaku : Mr Tomonaga